# Liste der Kulturdenkmäler in Greimerath (Eifel)
In der Liste der Kulturdenkmäler in Greimerath sind alle Kulturdenkmäler der rheinland-pfälzischen Ortsgemeinde Greimerath aufgeführt. Grundlage ist die Denkmalliste des Landes Rheinland-Pfalz (Stand: 10. August 2023).

## Einzeldenkmäler
| Bezeichnung                       | Lage                                   | Baujahr | Beschreibung | Bild                           |
| --------------------------------- | -------------------------------------- | ------- | --- | ------------------------------ |
| Wohnhaus                          | Im Oberdorf 5 Lage                     | 1769    | Wohnhaus eines Streckhofs; vierachsiger Putzbau, bezeichnet 1769; Türflügel, Anfang des 19. Jahrhunderts (oder um 1920?) | weitere Bilder Fotos hochladen |
| Heiligenhäuschen                  | In der Hill, Ecke Grünewaldstraße Lage | 1813    | rund geschlossener Mauerblock, Sandsteinrelief, bezeichnet 1813                                                          | Fotos hochladen                |
| Katholische Pfarrkirche St. Georg | St.-Georg-Straße 11 Lage               | 1760/61 | dreiachsiger Saalbau, 1760/61; zwei Kreuzigungsbildstöcke, bezeichnet 1730 und 1728                                      | weitere Bilder Fotos hochladen |
| Wohnhaus                          | St.-Georg-Straße 12 Lage               | 1723    | ehemaliges Pfarrhaus; stattlicher Krüppelwalmdachbau mit angebauter Scheune, bezeichnet 1723                             | weitere Bilder Fotos hochladen |
| Heiligenhäuschen                  | südwestlich des Ortes am Waldrand Lage | 1749    | Mauerblock mit Sandsteinfront und Nische, bezeichnet 1749                                                                | BW                             |